# オムニマックス
オムニマックス (OmniMax) は、半球状のスクリーンに映像を映写するシステムの名前。カナダのIMAX（アイマックス）社の製品である。画面が広く全天におよび迫力のある映像を作ることができる。
開発元のIMAX社は先に平面スクリーンを使うIMAXを1969年に開発しており、オムニマックスはその後継システムとして開発された。その後、同社ではオムニマックスではなく「アイマックス・ドーム」の名称を使用しているが、日本では引き続きオムニマックスの名称を使っている。
全天に映像を投影するために魚眼レンズを用い、フィルムも通常の映画の約4倍の52.63mm×70.41mmの大きさのものを用いる。撮影用のカメラも、魚眼レンズのついた専用のものを使用する。
1973年に開発され、日本では1981年のポートピア'81のダイエーパビリオンで初公開され、人気を博した。その後、各地の科学館や同じドーム状のスクリーンを使用するプラネタリウムに併設されている場合もある。テーマパークでは大阪府のユニバーサル・スタジオ・ジャパンに存在していた『バック・トゥ・ザ・フューチャー・ザ・ライド』のほか、三重県のナガシマスパーランドにも設置されていたが、すでに姿を消している。
2025年現在、日本国内で稼働しているのは、鹿児島市立科学館の宇宙劇場のみである。